# Sauropterygia
Sauropterygia ("Lagarto de Nadadeira", em tradução livre) é um clado monofilético de Diapsida que representa um grupo extinto de répteis aquáticos secundariamente marinhos, que descendem de répteis terrestres.
Seus indivíduos apresentavam um nado diferenciado em relação aos demais répteis aquáticos devido ao seu tronco com pouca mobilidade e sua barbatana caudal horizontal, o que resultava em uma natação baseada, principalmente, nos dois poderosos pares de nadadeiras e na ondulação vertical da cauda. O primeiro sauropterigiano foi descoberto por Conyveare, em 1821, mas foi reconhecido como sauropterigiano apenas em 1839, por Meyer. O indivíduo era do clado Plesiosauria, alcunhado “Plesiosauria de Blainville”, em 1835, em referência ao zoólogo e anatomista francês Henri de Blainville.
Os sauropterigianos são conhecidos desde o Triássico Inferior, há 252 milhões de anos, até o final do Cretáceo, há 66 milhões de anos. Provavelmente, os primeiros diapsídios arcaicos, que surgiram entre o final do Permiano e início do Triássico, deram origem aos placodontes; grupo mais basal dentre os sauropterigianos. A superordem Sauropterygia inclui representantes famosos, como os plesiossauros, pertencentes ao táxon Plesiosauria, que existiram desde o final do Triássico até o final do Cretáceo, de 100 a 66 milhões de anos. Além desse táxon, também é notável a presença dos Eosauropterygi, que incluem Pachypleurosauroidea, Nothosauroidea, e Pistosauroidea, sendo estes últimos considerados ancestrais dos plesiossauros. Os Eosauropterygi foram comuns desde o Triássico Inferior até o Jurássico Inferior, de 252 a 201,3 milhões de anos.

## Distribuição
Sauropterygia foi o grupo de répteis marinhos que obteve maior sucesso no quesito de irradiação, abrangendo quase todo o Mesozóico, desde ca. 251 até 65,5 milhões de anos atrás, explorando uma ampla variedade de hábitats e nichos ecológicos. Há ocorrência de fósseis do período Jurássico na Inglaterra e Alemanha, enquanto que nos Estados Unidos foram encontrados fósseis do período Cretáceo Superior. Além destes, espécimes também foram encontrados em depósitos de antigos mares do interior e ao redor do Pacífico, que se estendem pelo Japão, Nova Zelândia e Austrália.
Apesar da distribuição global do grupo e da grande quantidade de fósseis encontrados, o local de origem de Sauropterygia ainda é um mistério; entretanto, estudos mais recentes sugerem que o grupo possa ter se originado na porção leste do Mar de Tétis.
Os sauropterigianos apresentavam poucas modificações em seus esqueletos pós-craniais relacionadas à sua adaptação ao modo de vida secundariamente aquático, o que sugere que eles possuíam pouca capacidade de dispersão transoceânica. Eles habitavam mares epicontinentais, rasos (mares situados juntos à costa continental e de pouca profundidade), e demais hábitats perto da costa. Com isso, apesar de ser improvável que realizassem viagens transoceânicas, é possível que se dispersassem ao longo da costa, como indica a imigração de sauropterigianos para dentro da Bacia Centro-europeia (ou Bacia Germânica, uma bacia sedimentar que ocupava o oeste e o centro da Europa durante o Permiano e o Triássico), ocorrida durante o Triássico. Desta bacia, foram encontrados fósseis e trackways de sauropiterigianos em algumas camadas geológicas (ver bioestratigrafia) , juntos ou intercalados com depósitos marinhos rasos na Alemanha e Holanda, dentre os quais possivelmente de Nothosaurus, Cymatosaurus, Dactylosaurus, Serpianosaurus, Neusticosaurus, Anarosaurus e Pachypleurosaurus. Os pistossauros, entretanto, também podem ser encontrados na Bacia do Pacífico, mas a explicação mais provável da sua presença tão distante é pela vicariância.

## Morfologia
Apesar de não ser uma característica presente em todos os representantes de Sauropterygia, os seres desse grupo são, geralmente, reconhecidos por seus longos pescoços; como observado nos fósseis dos plesiossauros Cryptoclidus oxoniensis, o Elasmosaurus platyurus, com 71 vértebras cervicais, e o Albertonectes vanderveldei, com impressionantes 76 vértebras cervicais. Este grande número de pequenas vértebras cervicais garantia uma maior mobilidade e resistência para os pescoços dos elasmossauros.

Comparação entre um Elasmosaurus platyurus e um mergulhador

Apesar de o ambiente aquático facilitar o sustento de uma estrutura tão grande quando o pescoço de um elasmossauro, esses animais possuíam um auxílio exercido por músculos grossos e rígidos, que impediam tanto o desvio da cabeça durante a movimentação quanto a quebra dos ossos da coluna vertebral devido à constante sustentação dessa estrutura. Acredita-se que esses sauropterigianos que possuíam grandes proporções realizavam um nado constante, sem impulsos muito potentes e espaçados, o que garantia maior estabilidade no direcionamento; considerando estruturas grandes, como o pescoço. Mesmo com esse grande foco em animais com grandes pescoços, é importante lembrar que também há ocorrência de representantes com pescoços mais curtos, como o eosauropterigiano Corosaurus alcovensis.
Os sauropterigianos também apresentam alguns aspectos característicos em sua cintura escapular. Todos os sauropterigianos apresentam alterações na ossificação do coracoide e o cleitro se encontra ausente nesse grupo de animais. Também é notada uma tendência à redução das estruturas da cintura escapular, com a elaboração destas ventralmente.
De maneira geral, a anatomia desses animais varia bastante dependendo do grupo observado, podendo incluir desde seres com corpo compacto e adaptado para defesa, como os placodontiformes, até indivíduos de grande porte, caracterizados pela grande extensão de seus pescoços, como é o caso dos plesiossauros.

## Natação
O sauropterigianos apresentavam um nado característico, diferente do observado nos demais répteis aquáticos. Nesses seres, o nado era baseado na atuação dos pares de nadadeiras e na ondulação vertical da cauda. Essa ondulação se assemelha bastante àquela realizada por baleias em seu nado. O uso das nadadeiras gerou bastante discussão, culminando no surgimento de três hipóteses para seu funcionamento. A mais antiga hipótese aponta para as nadadeiras realizando um movimento de remada, se assemelhando à movimentação aquática de patos. Posteriormente, foi proposto que estes animais realizariam um movimento em “8”, chamado de voo aquático, que se relaciona bastante àquele realizado por pinguins e tartarugas. A última hipótese, mais recente, aponta que esses animais realizavam um movimento intermediário, que utiliza aspectos dos dois movimentos anteriormente propostos. Essa hipótese traz o movimento como semelhante àquele realizado pelos leões-marinhos em seu nado.

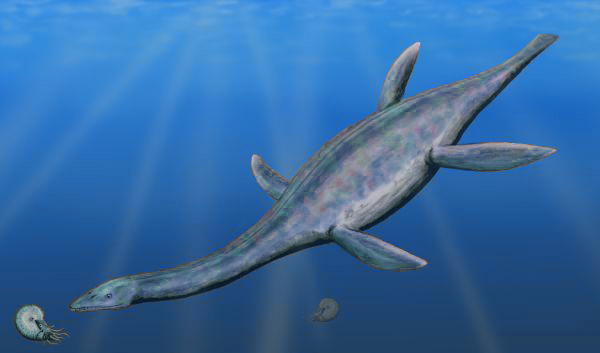
Ilustração de um Thalassiodracon hawkinsi Owen, 1838 (família Pliosauridae), onde são visíveis seus dois pares de nadadeiras e sua cauda, usados na natação.

Uma possível dificuldade no nado de muitos sauropterigianos teria sido proporcionada pela presença de seus longos pescoços. Uma estrutura tão comprida levaria à alteração de curso no nado a partir de pequenas variações de posição, o que leva à hipótese de que estes animais costumavam deixar suas cabeças e pescoços emersos. Este processo envolve um esforço maior por parte do animal, e nenhuma diferença muito notável seria apresentada em situações de nado lento.
Considerando o hábito alimentar de alguns sauropterigianos, como os plesiossauros, que comiam peixes e moluscos de nado veloz, esses animais precisariam de movimentos rápidos para conseguir se alimentar. Acredita-se que, mesmo com um nado tipicamente lento, os plesiossauros seriam capazes de realizar movimentos rápidos com seu pescoço, o que levaria ao êxito da caça.
A partir do estudo de fósseis, foram identificadas pedras no sistema digestório de sauropterigianos, o que, provavelmente, está relacionado a estabelecer um balanço na flutuabilidade dos animais. O peso das pedras poderia auxiliar na manutenção da profundidade onde o animal se encontraria.

## Hábitos alimentares
Devido à grande diversidade existente entre os sauropterigianos, esses animais apresentavam diferentes hábitos alimentares, que podiam variar bastante entre os grupos. Os indivíduos com cabeças grandes e pescoços pequenos seriam caracterizados por um hábito carnívoro semelhante ao de crocodilianos modernos em sua forma de captura e processamento de alimento, enquanto os que possuíam pequenas cabeças e grandes pescoços possivelmente eram seres especialistas que caçavam pequenas presas. Alguns grupos desenvolveram hábitos durofágicos, como os placodontiformes, e se alimentavam, principalmente, de moluscos, dado que seu aparelho bucal é adaptado à quebra de estruturas muito duras, como conchas.
A partir de registros fósseis é possível observar que alguns sauropterigianos, como os plesiossauros, possuíam o hábito de engolir pedras (gastrólitos). Essas pedras, armazenadas no estômago, podem ter cumprido função semelhante àquela das pedras presentes nas moelas de aves, ajudando a triturar o alimento, como foi documentado para os plesiossauros  Albertonectes vanderveldei e Dolichorhynchops sp.

## Reprodução
Existem evidências indicando ambas, a viviparidade e a oviparidade, como presentes em Sauropterygia. A viviparidade é proposta para alguns grupos de sauropterigianos, como os plesiossauros, pachypleurossauros e notossauros. Outros representantes de Nothosauria e Pachypleurosauria, que viviam em ambientes mais próximos à costa, em bacias dentro da plataforma continental e em águas rasas, epicontinentais, podem ter sido tanto ovíparos quanto vivíparos.
Nos plesiossauros, o esenvolvimento do embrião no corpo da mãe, e, posteriormente, do filhote, parece se relacionar com a estratégia K, onde há um pequeno número de filhotes, mas há um grande investimento no desenvolvimento deles. Provavelmente, os plesiossauros davam origem a apenas um grande filhote. O desenvolvimento a partir da estratégia K é análogo ao de todos os mamíferos aquáticos, e também ao de alguns lagartos atualmente existentes. Aspectos como o tipo de desenvolvimento e o tamanho do feto reforçam hipóteses acerca de os plesiossauros terem apresentado cuidado maternal e algum nível de socialidade. No sul da Austrália foram descobertos diversos fósseis de jovens plesiossauros. Essa concentração de indivíduos jovens na região pode ser um indício de que este seria um local dedicado ao acasalamento para o qual os adultos migrariam sazonalmente.
No que diz respeito aos sauropterigianos ovíparos, acredita-se que eles depositavam seus ovos em ninhos escavados na areia da praia, em um comportamento semelhante àquele das tartarugas marinhas atuais. Enquanto em terra, os filhotes que eclodissem dos ovos estariam altamente vulneráveis ao ataque de predadores, portanto precisariam alcançar rapidamente a água para garantir sua sobrevivência. Além da velocidade dos filhotes, a sincronia das eclosões também seria um fator determinante para a sobrevivência desses animais, dado que, quanto maior o número de indivíduos tentando alcançar o mar ao mesmo tempo, maior seria a quantidade deles atingiria esse objetivo em segurança.

## Hipótese filogenética
Os Sauropterygia formaram um grupo monofilético de répteis Diapsida. Durante o Triássico, houve o surgimento dos placodontes (Placodontia), nothosauroides (Nothosauroidea) e pistosauroides (Pistosauroidea) dentro do grupo, e, do Jurássico ao Cretáceo, o surgimento dos plesiossauros (Plesiosauria), pliossauros (Pliosaurus) e elasmossauros (Elasmosaurus). O surgimento do grupo é usualmente indicado como sendo o começo do Triássico, entretanto, acredita-se que ele seja tão basal quanto os grupos Lepidosauromorpha ou Archosauromorpha (grupos também dentro de Diapsida), indicando uma origem Permo-Triássica (entre o final do Permiano e início do Triássico).
Dentro do clado, entretanto, há algumas inconclusões. Apesar de estar acordado que Placodontia, o clado mais basal dos Sauropterygia, está corretamente posicionado, a família Pistosauroidea ainda gera dúvidas. Alguns autores consideram que esta família está dentro de Nothosauria, enquanto que outros a consideram um possível grupo-irmão de Nothosauria, formando uma tricotomia com Nothosauria e Pachypleurosauria. Uma terceira hipótese sobre esses três grupos seria a de que Pistosauroidea seria mais basal, Nothosauroidea (que inclui os Nothosauria) teria surgido depois, e Pachypleurosauria teria surgido por último, sendo mais derivado. Por fim, uma quarta hipótese seria a de que Pachypleurosauria seria mais basal, e Pistosauroidea e Nothosauroidea seriam grupos-irmãos, mais derivados. Em suma, ainda não se sabe ao certo a posição relativa entre os grupos.
De toda forma, é acordo que os pistossauros, do clado Pistosauria, dentro da família Pistosauroidea, incluem um dos grupos mais famosos de Sauropterygia: os Plesiosauria.
|  | Yunguisaurus                                                   |
|  |                                                                |
|  | \| \| Augustasaurus \| \| \| \| \| \| Plesiosauria \| \| \| \| |
|  |                                                                |
|  | Augustasaurus                                                  |
|  |                                                                |
|  | Plesiosauria                                                   |
|  |                                                                |

|  | Augustasaurus |
|  |               |
|  | Plesiosauria  |
|  |               |

|  | Yunguisaurus                                                   |
|  |                                                                |
|  | \| \| Augustasaurus \| \| \| \| \| \| Plesiosauria \| \| \| \| |
|  |                                                                |
|  | Augustasaurus                                                  |
|  |                                                                |
|  | Plesiosauria                                                   |
|  |                                                                |

|  | Augustasaurus |
|  |               |
|  | Plesiosauria  |
|  |               |

|  | Yunguisaurus                                                   |
|  |                                                                |
|  | \| \| Augustasaurus \| \| \| \| \| \| Plesiosauria \| \| \| \| |
|  |                                                                |
|  | Augustasaurus                                                  |
|  |                                                                |
|  | Plesiosauria                                                   |
|  |                                                                |

|  | Augustasaurus |
|  |               |
|  | Plesiosauria  |
|  |               |

|  | Yunguisaurus                                                   |
|  |                                                                |
|  | \| \| Augustasaurus \| \| \| \| \| \| Plesiosauria \| \| \| \| |
|  |                                                                |
|  | Augustasaurus                                                  |
|  |                                                                |
|  | Plesiosauria                                                   |
|  |                                                                |

|  | Augustasaurus |
|  |               |
|  | Plesiosauria  |
|  |               |

|  | Yunguisaurus                                                   |
|  |                                                                |
|  | \| \| Augustasaurus \| \| \| \| \| \| Plesiosauria \| \| \| \| |
|  |                                                                |
|  | Augustasaurus                                                  |
|  |                                                                |
|  | Plesiosauria                                                   |
|  |                                                                |

|  | Augustasaurus |
|  |               |
|  | Plesiosauria  |
|  |               |

|  | Yunguisaurus                                                   |
|  |                                                                |
|  | \| \| Augustasaurus \| \| \| \| \| \| Plesiosauria \| \| \| \| |
|  |                                                                |
|  | Augustasaurus                                                  |
|  |                                                                |
|  | Plesiosauria                                                   |
|  |                                                                |

|  | Augustasaurus |
|  |               |
|  | Plesiosauria  |
|  |               |

|  | Yunguisaurus                                                   |
|  |                                                                |
|  | \| \| Augustasaurus \| \| \| \| \| \| Plesiosauria \| \| \| \| |
|  |                                                                |
|  | Augustasaurus                                                  |
|  |                                                                |
|  | Plesiosauria                                                   |
|  |                                                                |

|  | Augustasaurus |
|  |               |
|  | Plesiosauria  |
|  |               |

|  | Yunguisaurus                                                   |
|  |                                                                |
|  | \| \| Augustasaurus \| \| \| \| \| \| Plesiosauria \| \| \| \| |
|  |                                                                |
|  | Augustasaurus                                                  |
|  |                                                                |
|  | Plesiosauria                                                   |
|  |                                                                |

|  | Augustasaurus |
|  |               |
|  | Plesiosauria  |
|  |               |

|  | Yunguisaurus                                                   |
|  |                                                                |
|  | \| \| Augustasaurus \| \| \| \| \| \| Plesiosauria \| \| \| \| |
|  |                                                                |
|  | Augustasaurus                                                  |
|  |                                                                |
|  | Plesiosauria                                                   |
|  |                                                                |

|  | Augustasaurus |
|  |               |
|  | Plesiosauria  |
|  |               |

|  | Yunguisaurus                                                   |
|  |                                                                |
|  | \| \| Augustasaurus \| \| \| \| \| \| Plesiosauria \| \| \| \| |
|  |                                                                |
|  | Augustasaurus                                                  |
|  |                                                                |
|  | Plesiosauria                                                   |
|  |                                                                |

|  | Augustasaurus |
|  |               |
|  | Plesiosauria  |
|  |               |

|  | Yunguisaurus                                                   |
|  |                                                                |
|  | \| \| Augustasaurus \| \| \| \| \| \| Plesiosauria \| \| \| \| |
|  |                                                                |
|  | Augustasaurus                                                  |
|  |                                                                |
|  | Plesiosauria                                                   |
|  |                                                                |

|  | Augustasaurus |
|  |               |
|  | Plesiosauria  |
|  |               |

|  | Yunguisaurus                                                   |
|  |                                                                |
|  | \| \| Augustasaurus \| \| \| \| \| \| Plesiosauria \| \| \| \| |
|  |                                                                |
|  | Augustasaurus                                                  |
|  |                                                                |
|  | Plesiosauria                                                   |
|  |                                                                |

|  | Augustasaurus |
|  |               |
|  | Plesiosauria  |
|  |               |

|  | Yunguisaurus                                                   |
|  |                                                                |
|  | \| \| Augustasaurus \| \| \| \| \| \| Plesiosauria \| \| \| \| |
|  |                                                                |
|  | Augustasaurus                                                  |
|  |                                                                |
|  | Plesiosauria                                                   |
|  |                                                                |

|  | Augustasaurus |
|  |               |
|  | Plesiosauria  |
|  |               |

|  | Yunguisaurus                                                   |
|  |                                                                |
|  | \| \| Augustasaurus \| \| \| \| \| \| Plesiosauria \| \| \| \| |
|  |                                                                |
|  | Augustasaurus                                                  |
|  |                                                                |
|  | Plesiosauria                                                   |
|  |                                                                |

|  | Augustasaurus |
|  |               |
|  | Plesiosauria  |
|  |               |

|  | Yunguisaurus                                                   |
|  |                                                                |
|  | \| \| Augustasaurus \| \| \| \| \| \| Plesiosauria \| \| \| \| |
|  |                                                                |
|  | Augustasaurus                                                  |
|  |                                                                |
|  | Plesiosauria                                                   |
|  |                                                                |

|  | Augustasaurus |
|  |               |
|  | Plesiosauria  |
|  |               |

|  | Yunguisaurus                                                   |
|  |                                                                |
|  | \| \| Augustasaurus \| \| \| \| \| \| Plesiosauria \| \| \| \| |
|  |                                                                |
|  | Augustasaurus                                                  |
|  |                                                                |
|  | Plesiosauria                                                   |
|  |                                                                |

|  | Augustasaurus |
|  |               |
|  | Plesiosauria  |
|  |               |

Cladograma feito a partir de Cheng et al., 2006 (adaptado).

### Placodontia
O clado dos Placodontiformes é o mais basal dentro de Sauropterygia. Esse clado envolve seres caracterizados por adaptações corporais relacionadas à defesa, como a anatomia da porção dorsal dos animais, formando uma armadura que protege a região do torso. Diversos Placodontiformes eram seres durofágicos, que carregam adaptações em seu aparelho mastigador para quebrar conchas de moluscos.
Os Placodontiformes viveram durante o Triássico Inferior (ca. 252-247 Ma.), em águas rasas. Tinham o corpo robusto, cauda e pescoço curtos e membros próprios à natação. Seu crânio é pequeno, e suas narinas são mais posteriores, em uma posição imediatamente anterior aos olhos. Dentre alguns representantes do grupo, estão os gêneros Henodus e Placodus. Os Henodus tiveram perda total dos dentes e se estipula que talvez realizassem filtração tal como as baleias viventes, mas sua alimentação ainda é um mistério. Um fóssil desse gênero foi encontrado em Tübingen, na Alemanha. Quanto aos Placodus, eram durofágicos; os dentes da frente ficavam quase na horizontal e eram especializados em arrancar moluscos que ficavam fixados ao substrato, que então eram quebrados por fortes maxilas com os dentes posteriores.

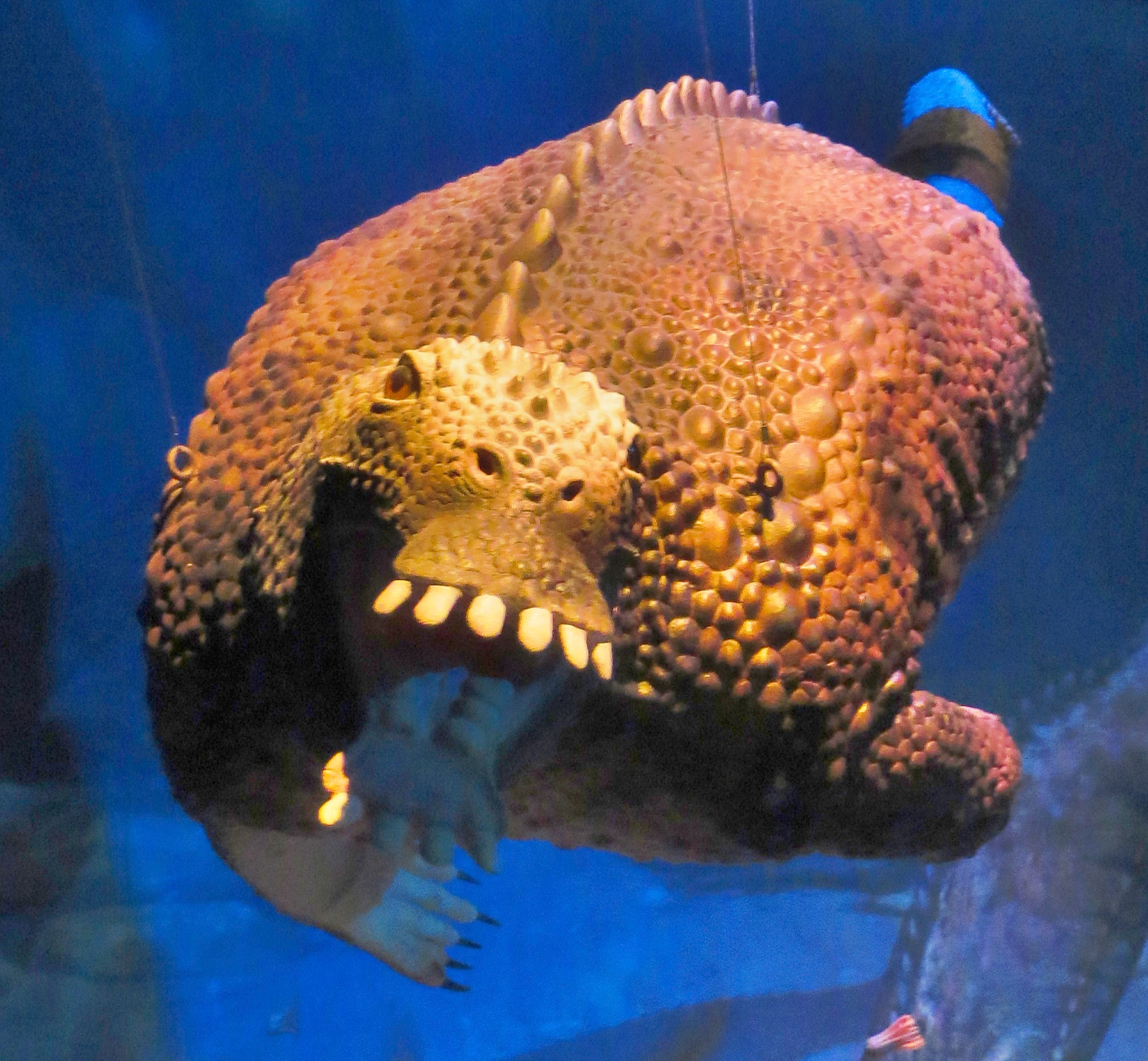
Reconstrução de um Placodus, salientando seus dentes frontais

### Eosauropterygia
O clado Eosauropterygia é formado por todos os demais táxons de Sauropterygia que não se encontram incluídos dentre os placodontiformes, o que faz daquele, portanto, grupo-irmão de Placodontiformes. Este grupo inclui os Pachypleurosauria e Eusauropterygia (notar que Eosauropterygia e Eusauropterygia são grupos distintos). Este último envolve dois grandes clados, sendo eles Nothosauroidea, do Triássico Médio, e Pistosauroidea, que também possui representantes do triássico, mas contribui com a diversidade do Jurássico e do Cretáceo. Por fim, uma quarta hipótese seria a de que Pachypleurosauria seria mais basal, e Pistosauroidea e Nothosauroidea seriam seriam grupos-irmãos, mais derivados.

### Pistosauroidea
É um clado pertencente ao grupo Eosauropterygia, e engloba diversos representantes, incluindo os plesiossauros. Os integrantes deste grupo possuíam cabeça similar à dos plesiossauros, entretanto, seu palato era o típico de um notossauro. Os pistossauros podiam variar de 20 a 100 cm de comprimento, e nadavam usando o corpo flexível e a cauda para dar impulso. Acredita-se que todos tenham vivido no meio marinho, visto que seus fósseis foram encontrados juntos a fósseis de ouriços-do-mar, lulas e demais animais marinhos. Tais fósseis foram encontrados em regiões da Europa, como Alemanha e França, na América do Norte (EUA) e na Ásia (China), assim como de demais Sauropterygia.

### Nothosauria
Os notossauros são uma das subordens dentro dos sauropterigianos. Seus fósseis foram descobertos na Europa, Ásia e América, e o grupo coexistiu com seus parentes placondontes. O auge de seu desenvolvimento ocorreu durante o Triássico Superior, de 237 a 201,3 milhões de anos. Dentre alguns dos clados inclusos em Nothosauria, destacam-se os lariossauros, os ceresiossauros e os pistossauros. Nessa ordem respectiva, esses três grupos apresentam uma sequência de adaptações para o meio aquático. Conforme uma das hipóteses previamente abordadas, os pistossauros (Pistosauroidea) podem ou não estar dentro de Nothosauria.

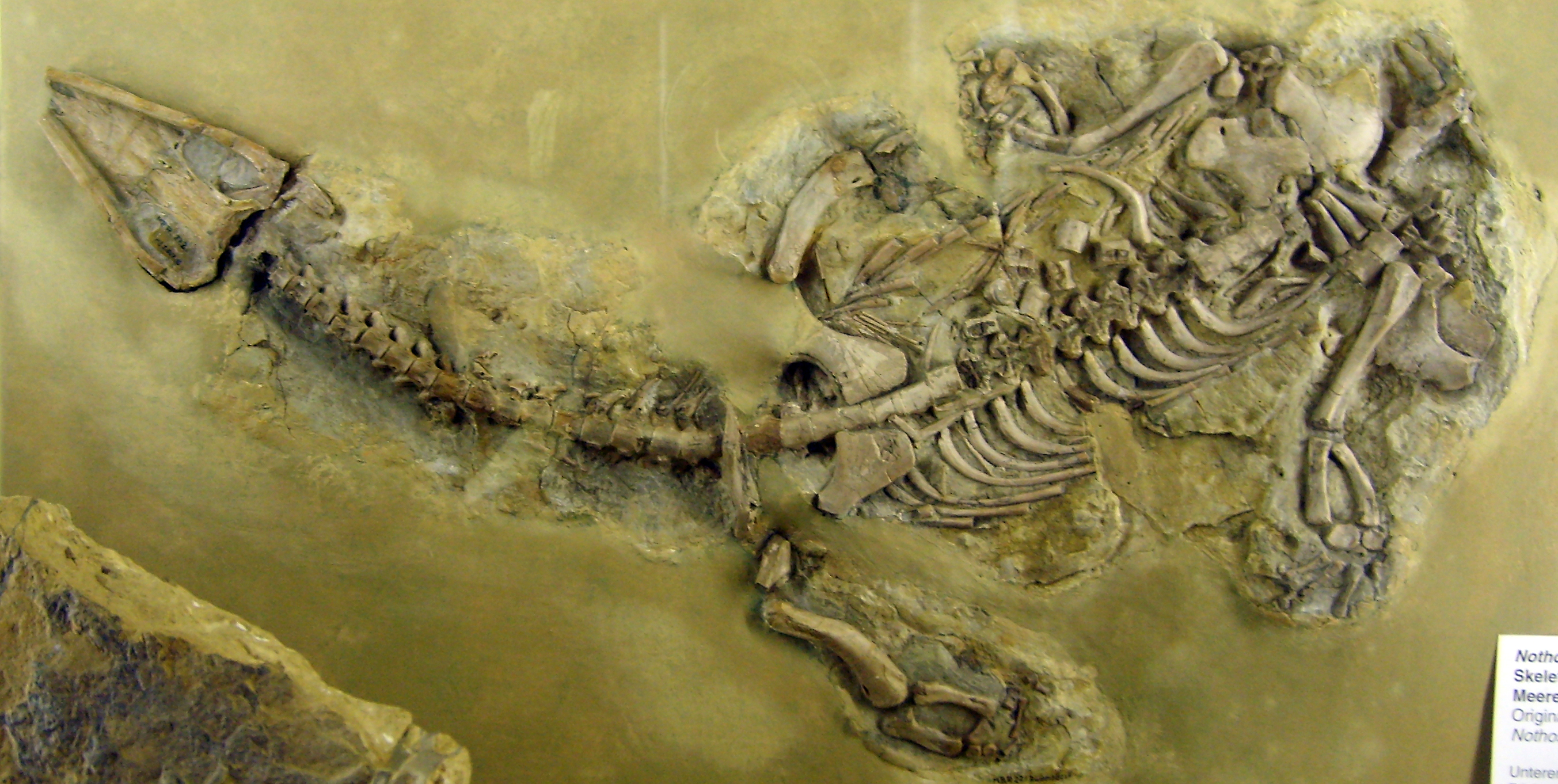
Fotografia de fóssil de Nothosaurus raabi do Museum für Naturkunde (museu de ciências naturais), Berlim

Os notossauros eram répteis pequenos e de corpo alongado, que possuíam membros adaptados tanto para a locomoção no meio terrestre, fortes e com cinco dígitos compridos (pentadactilia), quanto para a natação, em forma de pá, com membranas entre os dígitos, semelhante a um pé de pato (webbed). O grau de “webbed” dos seus dedos variava conforme o grupo dentro de Nothosauria. Especula-se que suas caudas podem ter sido nadadeiras e, portanto, auxiliavam na natação. Seus pescoços eram longos e flexíveis, como o da maioria dos Sauropterygia, mas possuíam uma pequena mudança nas narinas, que eram um pouco mais posteriores, e não na ponta do focinho.
Conforme eles nadavam, com movimentos lentos, podiam usar o pescoço e seus numerosos dentes afiados para capturar presas com movimentos rápidos. Alimentavam-se majoritariamente de peixes, e acredita-se que tinham sido ecologicamente análogos aos leões-marinhos e às focas atualmente viventes.
Quanto aos clados dentro de Nothosauria, o ceresiossauros têm destaque por possuírem uma característica usada pela filogenia taxonômica para posicionar os Plesiosauria dentro de Nothosauria. Os ceresiossauros tinham dígitos bem mais longos do que os comumente presentes nos notossauros, e mais falanges por dedo, um fenômeno chamado de hiperfalangia. Com isso, suas nadadeiras seriam mais longas e mais eficientes no nado, antecipando cronologicamente os membros similares a remos dos plesiossauros, que só foram surgir no Jurássico, há cerca de 200 milhões de anos. Isso é usado por uma das duas hipóteses abordadas anteriormente, para afirmar que os Nothosauria foram os ancestrais dos Plesiosauria.

### Plesiosauria
Os clado dos plesiossauros se originou no período de transição do Triássico ao Jurássico. Esta subordem se diversificou durante o os períodos Jurássico e Cretáceo, e se extinguiu no evento de extinção em massa do final do cretáceo, juntamente com os dinossauros.

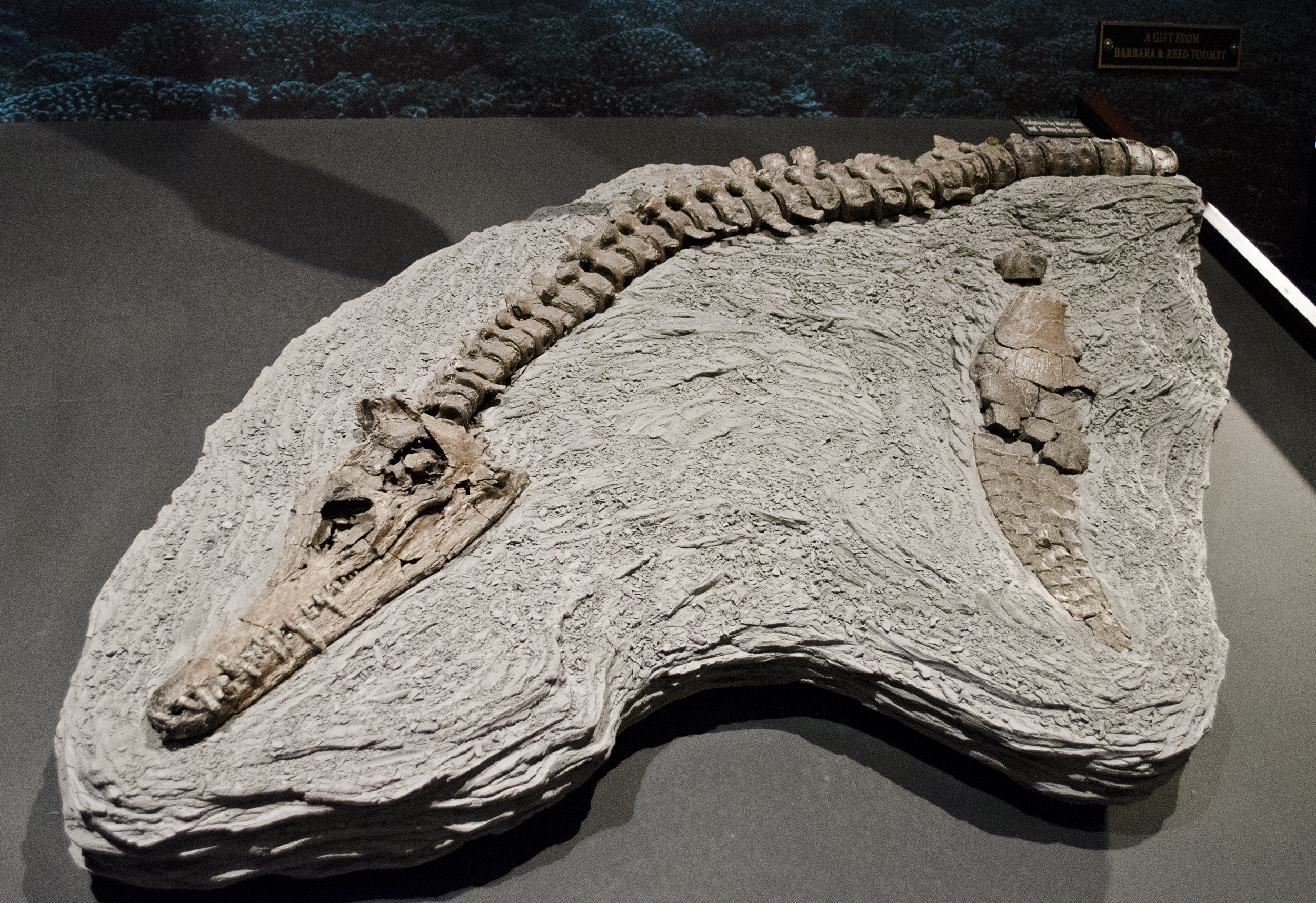
Fóssil de um Edgarosaurus sp. Fotografia tirada no Museum of the Rockies in Bozeman, Montana

O movimento dos plesiossauros se diferencia bastante daquele observado nos demais répteis marinhos, dado que este clado era caracterizado não pela geração de impulso a partir de flexão axial, mas pelo uso de membros anteriores e posteriores para gerar o deslocamento baseado em movimentos verticais. O desenvolvimento desse modelo de locomoção, e de todo o aparelho responsável por sua execução, permitiu aos plesiossauros um modo de vida pelágico. Com essa novidade evolutiva, o grupo foi capaz de alcançar rápida diversificação, com a evolução de diferentes morfotipos, relacionados, principalmente, aos diferentes tipos de presa disponíveis no ambiente.
O clado Plesiosauria envolvia seres que podiam alcançar entre 2 e 15 metros de comprimento, cujos morfotipos poderiam ser classificados, de maneira geral, como indivíduos de “pescoços longos, com cabeças pequenas” e de “pescoços curtos, com cabeças grandes”. Apesar de esses morfotipos terem sido utilizados, originalmente, para definir dois diferentes clados dentro de Plesiosauria, estudos apontam para a característica do pescoço curto como tendo surgido ao menos duas vezes na história do grupo, o que leva à descaracterização deste conjunto como monofilético.
Os indivíduos do grupo Plesiosauria atingiram grande diversidade através do tempo, o que gerou um amplo número de propostas filogenéticas dedicadas a explicar a relação entre os integrantes deste clado. De maneira geral, a distribuição cosmopolita do grupo e sua grande diversidade de morfotipos faz com que seja difícil traçar parentescos entre os muitos integrantes de Plesiosauria.